# Helius (Helius) eremnophallus
Helius (Helius) eremnophallus is een tweevleugelige uit de familie steltmuggen (Limoniidae). De soort komt voor in het Neotropisch gebied.